# Pokerstars Caribbean Adventure

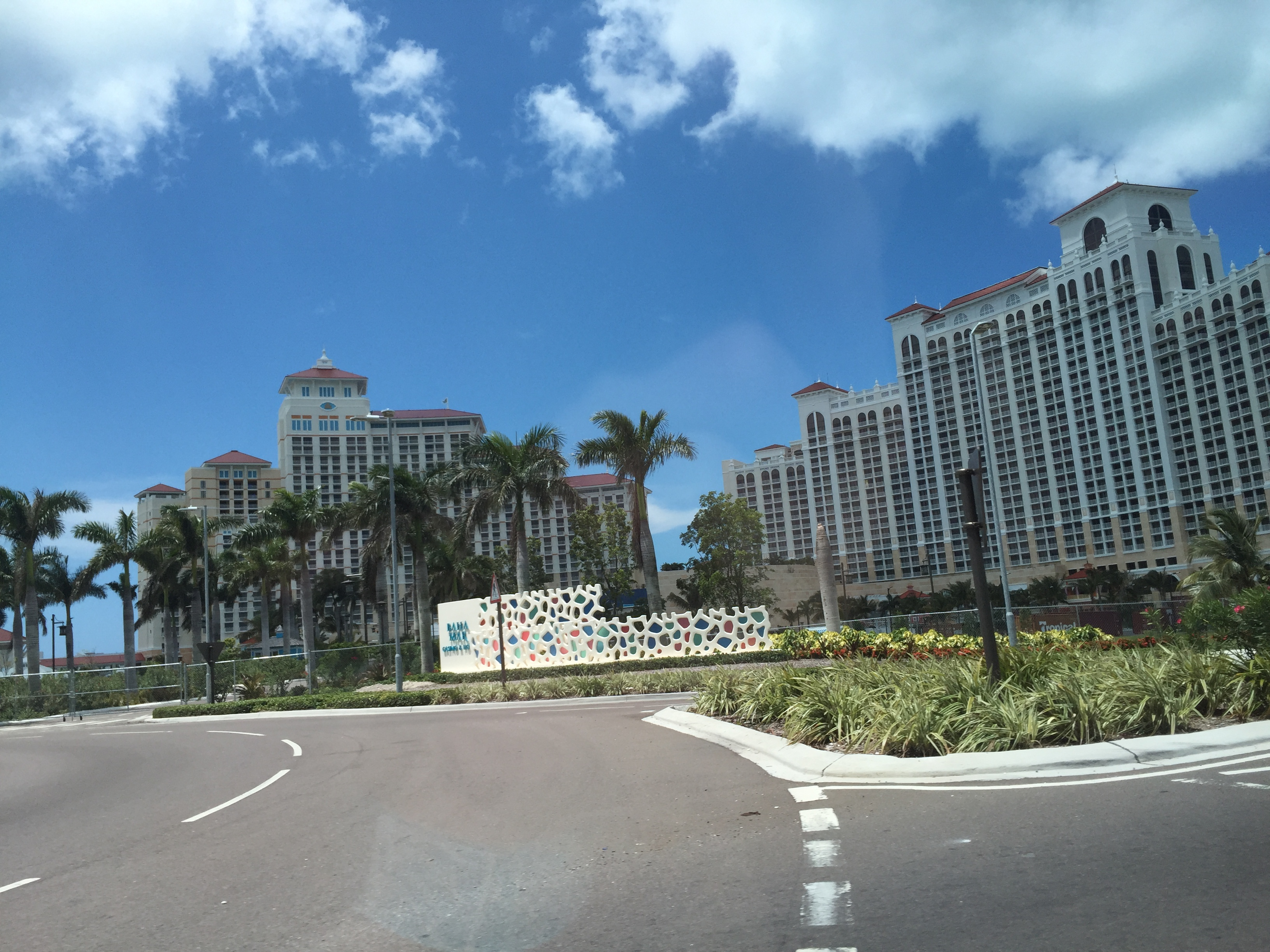
Em 2023 o PCA e PSPC aconteceram no Baha Mar Resort

O PokerStars Caribbean Adventure é um torneio de poker televisionado nas Bahamas. O evento foi realizado pela primeira vez em 2004 e foi originalmente co-patrocinado pelo PokerStars e pelo World Poker Tour. Em 2008, o evento passou do WPT para o European Poker Tour. Em 2010, o evento foi movido novamente e serviu como o evento inaugural do North American Poker Tour. Em 2017, o torneio foi o evento inaugural do novo torneio PokerStars Championship e renomeado PokerStars Championship Bahamas. O nome foi alterado de volta para o PCA de 2018 e o buy-in foi restaurado para $10.000 + $300.
Em 2004, o evento ocorreu no navio de cruzeiro Royal Caribbean Voyager of the Seas. Desde 2005, o evento aconteceu no Atlantis Casino and Resort e em 2023, após 3 anos de espera, regressa as Bahamas em novo local, no novíssimo Baha Mar Resort, em Cable Beach, Nassau
Fato curioso: John Dibella, um corretor de ações de 43 anos de Nova York, ganhou o evento principal do PCA 2012 e embolsou US$ 1.775.000. Dibella ganhou um satélite ao vivo de $1.000 para o Main Event de $10.000 e é o primeiro jogador amador a vencer o torneio.
O Pokerstars Caribean Adventure foi disputada até 2016 onde foi a última termporada com este nome. Em 2017 o Latin American Poker Tour uniu suas forças com os demais circuitos de poker do PokerStars ao redor do mundo e criaram o PokerStars Festival e PokerStars Championship.
Em 2019, após uma grade com vários torneios , o PokerStars anunciou que o PCA seria descontinuado, até que em 2022 houve o anúncio do regresso do PCA e PSPC para as Bahamas.

## Campeões do Main Event
| Ano  | Buy-in  | Campeão              | Premiação  | Entradas | Total da Premiação | Resultado |
| ---- | ------- | -------------------- | ---------- | -------- | ------------------ | --------- |
| 2004 | $7,500  | Gus Hansen           | $455,780   | 221      | $1,657,500         |           |
| 2005 | $8,000  | John Gale            | $890,600   | 461      | $3,487,200         |           |
| 2006 | $8,000  | Steve Paul-Ambrose   | $1,388,600 | 724      | $5,647,200         |           |
| 2007 | $8,000  | Ryan Daut            | $1,535,255 | 937      | $7,063,842         |           |
| 2008 | $8,000  | Bertrand Grospellier | $2,000,000 | 1,136    | $8,562,976         |           |
| 2009 | $10,000 | Poorya Nazari        | $3,000,000 | 1,347    | $12,674,000        |           |
| 2010 | $10,300 | Harrison Gimbel      | $2,200,000 | 1,529    | $14,831,300        |           |
| 2011 | $10,300 | Galen Hall           | $2,300,000 | 1,560    | $15,132,000        |           |
| 2012 | $10,300 | John Dibella         | $1,775,000 | 1,072    | $10,398,400        |           |
| 2013 | $10,300 | Dimitar Danchev      | $1,859,000 | 987      | $9,573,900         |           |
| 2014 | $10,300 | Dominik Pańka        | $1,423,096 | 1,031    | $10,070,000        |           |
| 2015 | $10,300 | Kevin Schulz         | $1,491,580 | 816      | $7,915,200         |           |
| 2016 | $5,300  | Mike Watson          | $728,325   | 928      | $4,500,800         |           |
| 2017 | $5,000  | Christian Harder     | $429,664   | 738      | $3,376,712         |           |
| 2018 | $10,300 | Maria Lampropulos    | $1,081,100 | 582      | $5,645,400         |           |
| 2019 | $10,300 | David Rheem          | $1,567,100 | 865      | $8,390,500         |           |
| 2023 | $10,300 | Michel Dattani       | $1,316,963 | 889      | $8,623,300         |           |

## Campeões do PSPC PokerStars Players Championship
| Ano  | Buy-in  | Campeão           | Premiação  | Entradas | Total da Premiação | Resultado |
| ---- | ------- | ----------------- | ---------- | -------- | ------------------ | --------- |
| 2019 | $25,000 | Ramón Colillas    | $5,100,000 | 1,039    | $26,455,500        |           |
| 2023 | $25,000 | Aliaksandr Shylko | $3,121,839 | 1,014    | $24,843,000        |           |

## Campeões do High Roller
| Ano  | Buy-in  | Campeão              | Premiação  | Entradas          | Total da Premiação | Resultados |
| ---- | ------- | -------------------- | ---------- | ----------------- | ------------------ | ---------- |
| 2009 | $25,000 | Bertrand Grospellier | $433,500   | 48                | $1,200,000         |            |
| 2010 | $25,000 | William Reynolds     | $576,240   | 84                | $2,058,000         |            |
| 2011 | $25,000 | Will Molson          | $1,072,850 | 151               | $3,775,500         |            |
| 2011 | $10,200 | Alexander Kostritsyn | $263,840   | 68                | $659,600           |            |
| 2012 | $25,000 | Alex Bilokur         | $1,134,930 | 141 + (7 Rebuys)  | $3,626,000         |            |
| 2012 | $10,200 | Shawn Buchanan       | $843,900   | 87                | $202,360           |            |
| 2013 | $25,000 | Vanessa Selbst       | $1,424,420 | 161 + (43 Rebuys) | $4,998,000         |            |
| 2014 | $25,000 | Jake Schindler       | $1,279,880 | 198 + (49 Rebuys) | $6,051,500         |            |
| 2015 | $25,000 | Ilkin Garibli        | $1,105,040 | 200 + (69 Rebuys) | $6,456,000         |            |
| 2016 | $50,000 | Steve O'Dwyer        | $945,495   | 80                | $3,860,000         |            |
| 2016 | $25,000 | Nicholas Maimone     | $996,480   | 173 + (52 Rebuys) | $5,400,000         |            |
| PSPC | $25,000 | Lucas Greenwood      | $779,268   | 121 + (38 Rebuys) | $3,895,500         |            |
| 2018 | $50,000 | Steve O'Dwyer        | $769,500   | 46                | $2,263,200         |            |
| 2018 | $25,000 | Christopher Kruk     | $836,350   | 144               | $3,484,800         |            |
| 2019 | $25,000 | Martin Zamani        | $895,110   | 115 + (47 Rebuys) | $3,849,930         |            |
| 2023 | $25,000 | Dylan Smith          | $364,440   | 32 + (12 Rebuys)  | $1,056,440         |            |
| 2023 | $25,000 | Ognyan Dimov         | $999,655   | 187               | $4,444,055         |            |

## Campeões do Super High Roller
| Ano  | Buy-in   | Campeão          | Premiação  | Entradas         | Total da Premiação | Resultados |
| ---- | -------- | ---------------- | ---------- | ---------------- | ------------------ | ---------- |
| 2011 | $100,500 | Eugene Katchalov | $1,500,000 | 38               | $3,743,000         |            |
| 2012 | $100,000 | Viktor Blom      | $1,254,400 | 30 + (2 Rebuys)  | $3,136,000         |            |
| 2013 | $100,000 | Scott Seiver     | $2,003,480 | 43 + (12 Rebuys) | $5,724,180         |            |
| 2014 | $100,000 | Fabian Quoss     | $1,629,940 | 46 + (10 Rebuys) | $5,433,120         |            |
| 2015 | $100,000 | Steve O'Dwyer    | $1,872,580 | 50 + (16 Rebuys) | $6,402,000         |            |
| 2016 | $100,000 | Bryn Kenney      | $1,687,800 | 44 + (14 Rebuys) | $5,626,000         |            |
| 2017 | $100,000 | Jason Koon       | $1,650,300 | 41 + (13 Rebuys) | $5,239,080         |            |
| 2018 | $100,000 | Cary Katz        | $1,492,340 | 36 + (12 Rebuys) | $4,737,600         |            |
| 2019 | $100,000 | Sam Greenwood    | $1,775,460 | 43 + (18 Rebuys) | $5,918,220         |            |
| 2023 | $100,000 | Isaac Haxton     | $1,082,230 | 40 + (9 Rebuys)  | $4,753,980         |            |
| 2023 | $250,000 | Sam Greenwood    | $3,276,760 | 30 + (9 Rebuys)  | $9,498,060         |            |

## Maiores Premiados de Todos os Tempos
Os 10 maiores premiados de todos os tempos e os 10 melhores brasileiros premiados de todos os tempos com suas respectivas posições.
| Pos. | Jogador                      | Origem         | Prêmio Acumulado |
| ---- | ---------------------------- | -------------- | ---------------- |
| 1    | Bryn Kenney                  | Estados Unidos | $6.262.731       |
| 2    | Ramón Colillas               | Espanha        | $5.102.100       |
| 3    | Steve O'Dwyer                | Estados Unidos | $3.910.382       |
| 4    | Anthony Gregg                | Estados Unidos | $3.183.095       |
| 5    | Poorya Nazari                | Canadá         | $3.000.000       |
| 6    | Julien Martini               | França         | $2.974.000       |
| 7    | Scott Seiver                 | Estados Unidos | $2.970.620       |
| 8    | Sam Greenwood                | Canadá         | $2.927.337       |
| 9    | Galen Hall                   | Estados Unidos | $2.877.080       |
| 10   | Vanessa Selbst               | Estados Unidos | $2.824.640       |
| 94   | Alexandre Gomes              | Brasil         | $796.250         |
| 142  | Pedro Padilha                | Brasil         | $462.960         |
| 216  | Felipe Tavares Ramos         | Brasil         | $268.870         |
| 247  | André Akkari                 | Brasil         | $225.860         |
| 251  | Ariel Celestino              | Brasil         | $219.680         |
| 294  | Alisson Miguel Piekazewicz   | Brasil         | $175.750         |
| 310  | Luis Fabio Fonseca Freitas   | Brasil         | $164.610         |
| 322  | Kelvin Andre Brunetto Kerber | Brasil         | $154.640         |
| 409  | Myro Garcia                  | Brasil         | $116.280         |
| 420  | Nabih Zaczac                 | Brasil         | $112,250         |